# Метилацетилен-аленова фракція
Метилацетилен-аленова фракція, (скорочено: МАФ), метилацетилен-пропадієн, МАПП, — паливний газ, скраплена стабілізована суміш газів (пропіна і пропадієна), що є аналогом ацетилену, використовується для виконання газополум’яної обробки металів. З метою безпеки суміш газів стабілізована ізобутаном, ізобутиленом, пропаном, пропіленом, бутадієном або іншими вуглеводнями в різних поєднаннях. Є значно економічнішим від ацетилену у процесі зварювання та різання металів, і у два рази дешевшим за ацетилен. Замінює за обсягом виконаних робіт 4 балона ацетилену або 120-140кг карбіду кальцію, не потрібен ацетиленовий генератор, вага балону МАФ до 40кг (вага балону з ацетиленом 85кг). На відміну від пропан-бутанової суміші і природного газу, МАФ має велику теплову потужність полум'я. Німеччина, Канада і США застосовують тільки цей газ для зварювальних робіт.

## Зберігання і транспортування
Зберігається і транспортується у стандартних балонах для пропану. На відміну від пропан-бутанової суміші і природного газу, МАФ має велику теплову потужність полум'я.
МАФ виробляється на підприємстві «Полимир» ТОВ «Нафтан» (Республіка Білорусь). ТОВ «Техгаз сервіс груп» (Самара, Росія) є єдиним дилером по СНД заводу «Полимир».

## Стандартизація
- ТУ У 27.00153407-382:2011 "Балони стальні зварні для метилацетилен-аленової фракції на тиск 1,6МПа. Технічні умови"[8]
- ТУ 38.1021267 - МАФ

## Безпека
Відноситься до IV класу ГОСТ 12.1.005-88 "Загальні санітарно-гігієнічні вимоги до повітря робочої зони"
МАФ, одержуваний з негідрованої вуглеводневої фракції етиленових виробництв, має різко виражений запах, який виявляється вже при концентрації 1:100 мг/м3. По токсичності газ відноситься до четвертої групи (малотоксичні). При високих концентраціях (понад ГДК = 300 мг/м3) може викликати анестезуючу дію. Пари МАФ не роблять шкідливого впливу на слизову оболонку, але попадання рідкої фракції на відкриті ділянки шкіри може викликати обмороження.